# NovoMuseu

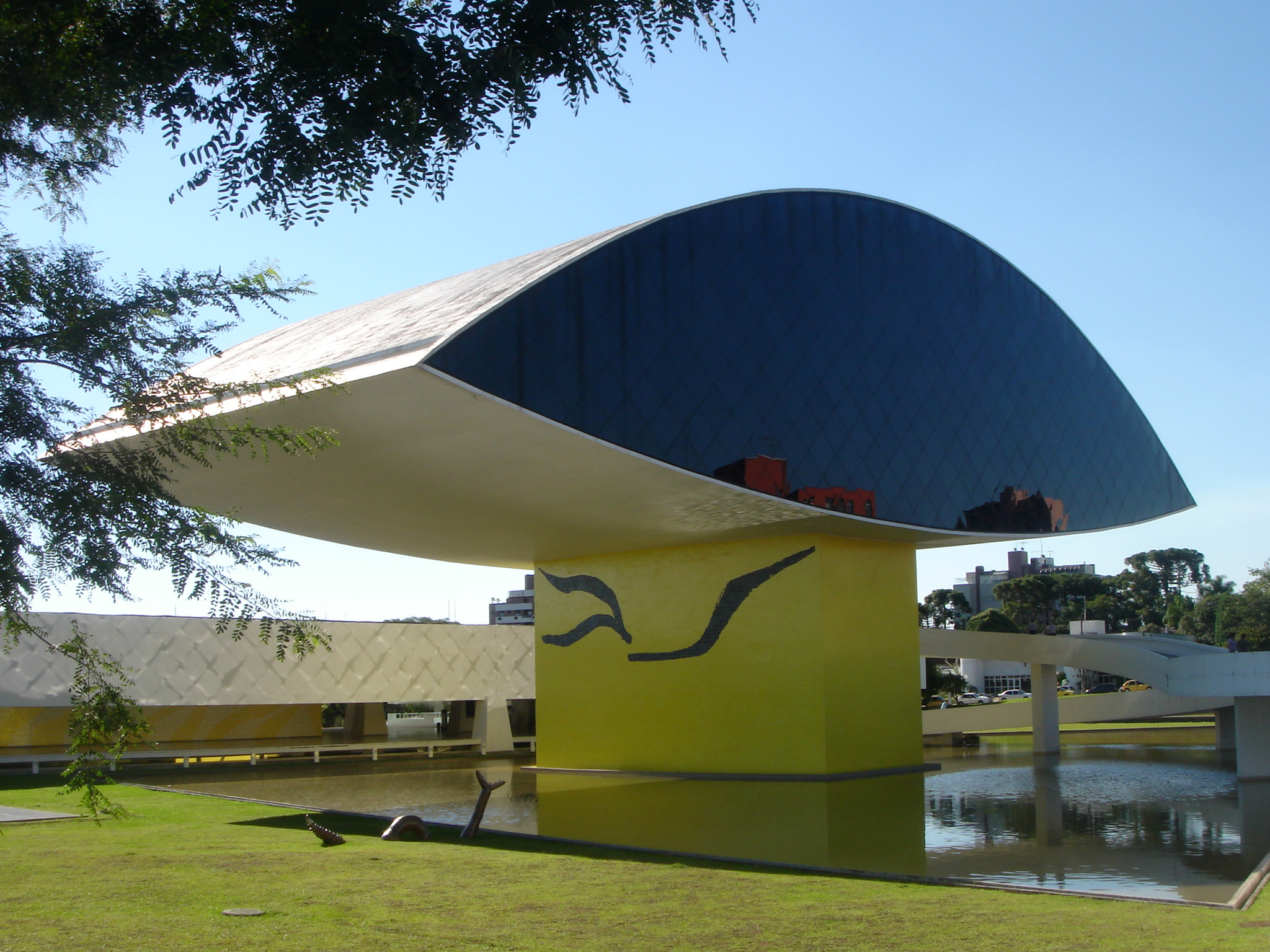
Het NovoMuseu in Curitiba

Het NovoMuseu (ook bekend als Museu Oscar Niemeyer en Museu do Olho) is een museum in de Braziliaanse stad Curitiba. Het is ontworpen door Oscar Niemeyer en werd geopend in 2002.

## Bouwwerk
Het museum bestaat uit twee delen. Een rechthoekig gebouw van één verdieping en een 20 meter hoog, oogvormig bouwwerk. Het beschikt over twaalf expositieruimtes met een totaal vloeroppervlak van 16.650 vierkante meter. Ook heeft het een beeldentuin.